# Повелители глубин
«Повелители глубин» (англ. Lords Of The Deep) — научно-фантастический фильм ужасов о подводной колонии, атакованной чужеродными жизненными формами. Главные роли исполнили Брэдфорд Диллман и Присцилла Барнс.

## Сюжет
Фильм рассказывает о событиях будущего, когда в 2020 году на поверхности Земли становится невозможно жить. Человечеству приходится осваивать новые жизненные пространства и приходит очередь мирового океана. Американцы первыми смогли создать там подводные лаборатории, которые могли бы сами себя обеспечивать, потому люди начинают переезжать в эти новые подводные «жилища» и привыкать к жизни в новых условиях. Однако жителям всё ещё плохо изученного мира это весьма не понравилось…

## В ролях
- Брэдфорд Диллман — Доблер
- Присцилла Барнс — Клэр
- Дэрил Хейни — О’Нил
- Мелоди Райн — Барбара
- Ричард Янг — Чедвик
- Стивен Дэвис — Фернандес
- Джон Лафайетт — командир шатлла
- Майкл Адамс — навигатор шатлла
- Karen Winograd — солдат
- Грегори Собек — Энджел

## Дополнительная информация
Этот фильм стал одним из множества картин подводной тематики, вышедших около 1989 года, среди которых были такие как «Левиафан», «Бесконечное погружение», «Глубинная звезда номер 6» и «Бездна».
Слоган фильма: «The ultimate underwater adventure!» (бесконечное подводное приключение).